# Bazilika sv. Jurja u Pragu
Bazilika svetog Jurja (češ. Bazilika Sv. Jiří) najstarija je sačuvana crkvena zgrada unutar Praškog dvorca u Pragu. Baziliku je osnovao Vratislav I. Češki 920. godine. Posvećena je sv. Jurju i izgrađena je prvenstveno u romaničkome stilu,  a zajedno s dvorcem čini jedinstveni kompleks građevina, koji je ujedno i političko i duhovno središte češke države.

## Povijest
Bazilika sv. Jurja posvećena je 921. godine i jedna je od najstarijih crkava u Pragu izgrađena u romaničkom stilu. Gradnju crkve započeo je Vratislav I. U vrijeme Vratislavove smrti 921. crkva je bila dovršena, ali ne i posvećena. Vjenceslav I. dovršio je projekt, a nakon njezine smrti ondje je pokopao svoju baku Ljudmilu Češku.
Bazilika je bila vrlo važna za širenje kršćanstva u Češkoj i bila je središnja crkva šireg teritorija sve do osnutka Praške nadbiskupije 973. godine. Godine 976. sa sjeverne strane bazilike podignuta je prva zgrada benediktinske opatije sv. Jurja, a bazilika je služila kao opatijska crkva. Prvobitna trobrodna građevina dovršena je pjevalištem, tribinom za redovnice samostana i kriptom.
Samostan Svetog Jurja, koji je 973. godine osnovala opatica Mlada, nalazi se pokraj bazilike. Opatica ove zajednice imala je pravo okruniti boemsku kraljicu.
Godine 1142. Konrad III. izvršio je invaziju na ovaj teritorij s ciljem ponovnog postavljanja svog šurjaka Vladislava II. za vojvodu. Konrad je opsjeo Praški dvorac, a tijekom opsade crkva i samostan pretrpjeli su velika oštećenja uzrokovana požarom. Oštećenja su popravljena između 1145. i 1151. godine i tom su prilikom crkvi dograđena dva tornja. Sjeverna, manja kula nosi nadimak "Eva", dok južna, veća kula nosi nadimak "Adam". Barokno pročelje potječe s kraja 17. stoljeća.
Godine 1364. – 1378. opatica Elizabeta dovršila je obnovu kapele sv. Ljudmile u gotičkome stilu, dok je oltar kapele 1371. godine posvetio vlašimski nadbiskup Jan Očko. Tijekom 15. stoljeća samostan je razoren tijekom Husitskih ratova i obnovljen nakon povratka benediktinaca pod Žigmundom Luksemburškim. Početkom 16. stoljeća sagrađen je novi južni portal. Za vrijeme požara 1541. godine bazilika je ponovno izgorjela i ponovno je obnovljena. Između 1608. i 1612. opatica Sofija iz Helfenburga dala je sagraditi veliki kor za redovnice u zapadnom dijelu središnje lađe. U kasnom 17. stoljeću izgrađena je barokna fasada, vjerojatno pod vodstvom Francesca Carattija. Između 1717. i 1722. godine František Maxmilián Kaňka podigao je kapelu sv. Ivana Nepomuka. Reljef na južnom portalu zgrade predstavlja Svetog Jurja i Zmaja.
U 1780-ima, kada je Josip II. raspustio monaške redove,  stanje građevina se pogoršalo, a samostan i bazilika prenamijenjeni su u vojne objekte.
S izuzetkom nekih elemenata pročelja i unutrašnjosti crkve, bazilika je zadržala romanički stil od obnove nakon požara u Praškom dvorcu 1142. Bareljef s vanjske strane zgrade predstavlja svetog Jurja i zmaja.

## Unutrašnjost
Za razliku od praških baroknih i rokoko crkava, unutrašnjost bazilike izgrađena je od jednostavnog bloka vapnenca. Crkva je trobrodna bazilika s dva tornja smještena na istočnom kraju crkve na kraju dviju bočnih lađa. Započinje četvrtastim prezbiterijem, a završava apsidom. Ispod kora nalazi se trobrodna kripta.
U mauzoleju se nalaze grobnice članova dinastije Přemyslid i relikvije mnogih svetaca.

### Ukopi
- Ludmila od Češke, baka Vjenceslava I. i zaštitnica Kraljevine Češke
- Vratislav I., vojvoda od Češke
- Janja Praška
- Jaromír, vojvoda od Češke
- Oldřich, vojvoda od Češke
- Boleslav II., vojvoda od Češke
- Kunigunda Češka

## Bazilika danas
Sveta misa slavi se svakog četvrtka u 17 sati.
Bazilika je dio kompleksa zgrada Praškog dvorca. Dvorac je bio politička prijestolnica nacije, a bazilika je bila dio njenog duhovnog središta. Godine 1962. zgrada je proglašena nacionalnim spomenikom kulture i pretvorena je u koncertnu dvoranu, a od 1969. do 1975. pretvorena je u izložbeni prostor. U zgradi se sada nalazi Zbirka boemske umjetnosti iz 19. stoljeća Nacionalne galerije u Pragu. Služi i kao koncertna dvorana.

## Galerija
- Pogled iz Praške katedrale 1867.
- Pogled iz Katedrale 2005.
- Bazilika – istočno pročelje.
- Pogled u unutrašnjost, Krist – 1947. O.H. Hajek.
- Tlocrt iz 1856. godine.
- Pogled na apsidu.

## Biografija
- Merhautová-Livorová, Anežka. 1972. Die St. Georgs-Basilika auf der Prager Burg (njemački). Odeon. Prague.